# Dan Jiang
Der Dan Jiang (chinesisch 丹江, Pinyin Dān Jiāng), früher auch Dan Shui (chinesisch 丹水) genannt, ist ein etwa 372 km langer linker Nebenfluss des Han Jiang (Han Shui) in den Provinzen Henan, Hubei und Shaanxi der Volksrepublik China.

## Verlauf
Der Dan Jiang entspringt nahe dem Ort Heilongkou im Gebirge Qin Ling etwa 65 km ostsüdöstlich der Millionenstadt Xi’an auf einer Höhe von etwa 1500 m. Der Dan Jiang fließt in überwiegend ostsüdöstlicher Richtung. Am Oberlauf befindet sich die Erlongshan-Talsperre. Später passiert er die Städte Shangluo und Danfeng. Auf den letzten 75 Kilometern wird der Dan Jiang, dessen Nebenfluss Laoguan He, sowie der Han Jiang von der Danjiangkou-Talsperre aufgestaut. Das Einzugsgebiet beträgt 16.812 km².